# Луйґе (Паюзі)
Лу́йґе (ест. Luige küla) — село в Естонії, у волості Паюзі повіту Йиґевамаа.

## Населення
Чисельність населення на 31 грудня 2011 року становила 21 особу.

## Географія
Через село проходить автошлях 170 (Пилтсамаа — Паюзі — Луйґе).